# Zola Taylor
Zola Taylor (Los Ángeles, California, Estados Unidos; 17 de marzo de 1938 - Idem; 30 de abril de 2007) fue una cantante de blues y soul estadounidense. Es conocida por ser la primera integrante femenina del grupo original de The Platters.

## Carrera
Era la hermana de Cornell Gunter, del grupo The Coasters. Fue descubierta por Herb Reed, miembro fundador de The Platters, durante un ensayo con un grupo de chicas en 1955, y supo de inmediato que ella tenía el carisma y las cuerdas vocales que necesitaba el grupo R&B. Este la recomendó al productor Buck Ram, a quien se le había ocurrido la idea de añadir una cantante al cuarteto de hombres para suavizar el sonido musical luego del éxito de Only You. Apareció con The Platters en la primera película de rock and roll, Rock Around the Clock con Earl Barton, Lisa Gaye, Alan Freed, John Archer, entre otros. Allí interpretaron el tema Only you. Su tema He's Mine fue utilizado como soundtracks de películas como Rock All Night (1975), y Why Do Fools Fall in Love (1998).
Integrante del coro del popular grupo, entre los temas que interpretaron se encuentran Great Pretender, Smoke gets in your eyes, Twilight time y Only You, con los cuales vendieron millones de discos en todo el mundo. Temas como Someone to watch over me, My old flame, As time goes by, By the rover Sainte Marie y He's Mine le permitió lucir de manera más eficaz su talento vocal. Fue el primer grupo afroamericano en tener una cantante mujer. El grupo era llamado a veces los Four Platters and a Dish.
En 1959 durante una gira por Cincinnati, los cuatro hombres del grupo fueron arrestados acusados con cargos de posesión de drogas y prostitución. Esto arruinó la magnífica carrera del quinteto vocal, cuyos discos dejaron de emitirse por la radio. En 1962 cuando empezaron a escasear los éxitos, Zola abandonó el grupo, siendo sustituida por Randolph.
En 1990, Taylor fue elegida miembro del Salón de la Fama del Rock and Roll como miembro de The Platters.
Destacada contralto, continuó haciendo giras con otras bandas menos conocidas hasta 1996 y se casó dos veces más. Su último marido murió en 1982, dijo. No tuvo hijos.

## Litigio
Zola Taylor fue miembro de The Platters hasta 1962, cuando fue reemplazada por la cantante Barbara Randolph. Taylor fue la segunda de las tres esposas de Frankie Lymon. En 1984, en nombre de Emira Lymon, un abogado y agente del artista presentó una demanda para arrebatarle al propietario actual los derechos de autor de la exitosa canción de Frankie "Why Do Fools Fall in Love". El caso se volvió confuso cuando parecía que Lymon tenía una segunda y posiblemente una tercera viuda. Elizabeth Waters afirmó haberse casado con Lymon en 1964 en Virginia. Sin embargo, resultó que estaba casada con otra persona en ese momento. Cuando el reclamo de Waters llegó a los tribunales, Taylor afirmó que había sido sexualmente activa con Lymon desde la gira "Biggest Rock" n "Roll Show of 1956". Afirmó haberse casado con Lymon en Mexicali, México alrededor de 1965, pero no pudo presentar una licencia de matrimonio. La primera audiencia, celebrada en Filadelfia, se decidió a favor de que Waters fuera la primera esposa de Lymon. Emira Eagle, su tercera esposa, apeló y ganó una revocación basada en su afirmación de que era la primera esposa de Lymon.

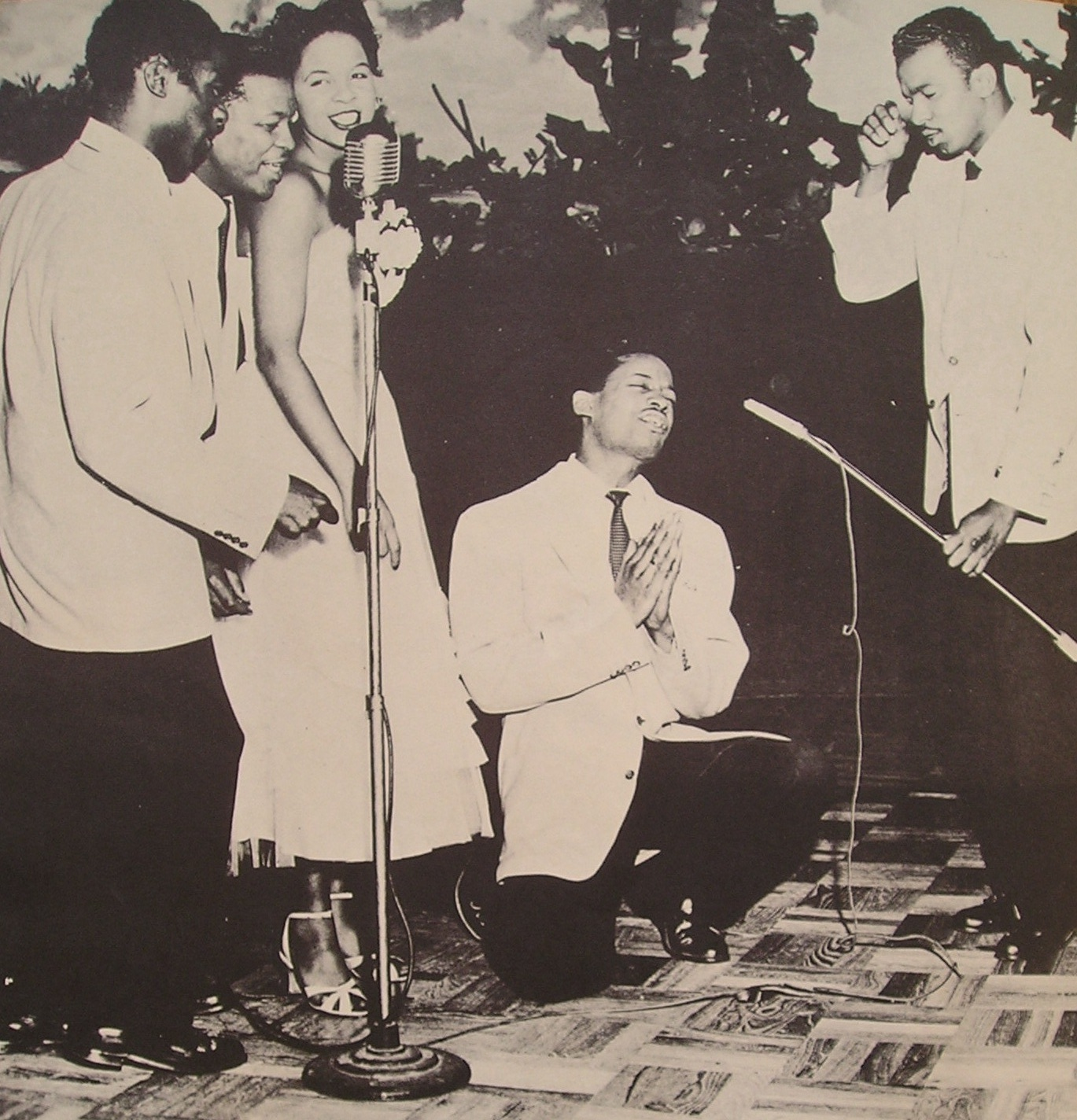
De izquierda a derecha: Herb Reed, Tony Williams, Zola Taylor, David Lynch (de rodillas), y Paul Robi (miembros originales del grupo The Platters).

Luego se casó con Lawrence James Savage desde 1963 hasta 1965 y James Baptiste desde 1965 hasta 1967.

## Fallecimiento
Zola Taylor murió en Riverside, California, Estados Unidos, el 30 de abril de 2007 los 69 años, de neumonía, luego de una serie de accidentes cerebrovasculares, que la dejaron postrada en una cama. Murió en el Hospital Parkview Community en el condado de Riverside. La noticia fue confirmada por su sobrino Alfie Robinson. Taylor fue interpretada por Halle Berry en la película de 1998 Why Do Fools Fall in Love.

## Filmografía
- 1956: Rock Around the Clock.

## Algunos temas interpretados
- The Great Pretender
- Smoke gets in your eyes
- Twilight time
- Only You
- Someone to watch over me
- He's Mine
- I`m Sorry
- My old flame
- As time goes by
- Honeysuckle Rose
- I don't know why
- By the rover Sainte Marie
- Remember When